# Gornja Pušća
Gornja Pušća is een plaats in de gemeente Pušća in de Kroatische provincie Zagreb. De plaats telt 549 inwoners (2001).